# یوزف کوستران
یوزف رودولف کوستران (لهستانی: Józef Rudolf Kustroń؛ ۱۶ اکتبر ۱۸۹۲ – ۱۶ سپتامبر ۱۹۳۹) سرتیپ نیروی زمینی لهستان در زمان جمهوری دوم لهستان بود. او به عنوان فرمانده لشکر ۲۱ کوهستانی لهستان در جنگ با آلمان شرکت داشت.

## پیش از تشکیل لهستان
یوزف کوستران کودکی خود را در نووی سونتس گذراند و در گروه‌های ملی‌گرا لهستانی فعال بود. در سال ۱۹۱۰ او تحصیل در حقوق و فلسفه را در دانشگاه یاگیلونیا کراکوف آغاز کرد و دو سال به گروه شبه‌نظامی موسوم به انجمن تفنگداران پیوست. با آغاز جنگ جهانی اول او جزئی از هنگ‌های لهستانی شد و در ۲۹ اکتبر ۱۹۱۴ مجروح گشت. پس از بهبودی او دوباره به جنگ بازگشت و در لوبلین و والین علیه روس‌ها جنگید که در همین هنگام به درجه سروانی رسید. پس از بحران سوگند، اتریشی‌ها کوستران را تنزل درجه داده و او را به هنگ‌های ارتش اتریش-مجارستان منتقل نمودند. در سال ۱۹۱۷ او عضو سازمان نظامی لهستان گشت که یک سال بعد در پاییز ۱۹۱۸ نقش مهمی در خلع سلاح نیروهای اتریشی واقع در شهر کراکوف داشتند.

## جمهوری دوم لهستان
با استقلال لهستان، کوستران به وزارت دفاع پیوست و در طول جنگ لهستان-شوروی او از ژوئیه ۱۹۲۰ وظیفه نظارت بر حمل نقل ریلی ارتش را به عهده داشت و سه سال بعد مدال فضیلت نظامی را دریافت کرد.
پایان جنگ برای کوستران به معنی پایان فعالیت نظامی نبود و او فرماندهی واحدهایی را در بیاویستوک و لشنو به عهده داشت. در جریان کودتای مه کوستران از حامیان یوزف پیلسودسکی بود و نگذاشت واحد تحت امرش برای دفاع از رئیس‌جمهور قانونی به ورشو بروند. در دهه ۳۰ میلادی کوستران مدتی فرماندهی لشکر ۱۶ پیاده‌نظام پومرانی را به عهده داشت و سپس در سال ۱۹۳۵ فرماندهی لشکر ۲۱ کوهستانی لهستان را به عهده گرفت. او به همراه این لشکر در سال ۱۹۳۸ جزئی از گروه عملیاتی مستقل سیلزی بود که در اشغال زائولزی نقش داشتند و در ۱۹۳۹ به درجه ژنرالی ارتقا یافت.

## جنگ جهانی دوم
با آغاز تهاجم آلمان لشکر تحت امر کوستران به عنوان جزئی از سپاه کراکوف وارد درگیری‌های سنگینی با ارتش آلمان نازی گشت. پس از روزها درگیری این واحد در روز ۱۶ سپتامبر محاصره شد و سعی کرد با شکستن خطوط آلمانی‌ها خود را به لووف برساند. در این هنگام کوستران در ساعت ۲ بعد از ظهر و هنگامی که شخصاً دوشادوش نیروهایش در حال هجوم به خطوط آلمانی‌ها بود کشته شد و او را در همان میدان نبرد دفن کردند. سال‌ها بعد در ۱۹۵۳ بقایای او کشف شد و به نووی سونتس منتقل گشت.
کوستران اولین ژنرال لهستانی و پس از ویلهلم فریتس فون روتیگ دومین ژنرالی است که در جنگ جهانی دوم کشته شد.

## افتخارات
- نشان فضیلت نظامی
- نشان افتخار تولد لهستان
- صلیب استقلال
- صلیب دلاوری (لهستان); سه بار
- صلیب لیاقت (لهستان); دو بار
- مدال یادبود جنگ ۱۹۲۱–۱۹۱۸
- مدال یک دهه استقلال بازیافته
- نشان تاج رومانی
- نشان عقاب سپید (لهستان)